# ال‌جی اپتیموس ۷
ال‌جی آپتیموز ۷ (به انگلیسی: LG Optimus 7)، یک‌نمونه از گوشی‌های تلفن همراه سری اروپا جی‌اس‌ام (به انگلیسی: Europe GSM (GD/GT/GW/KC/KE/KF/KG/KM/KP/KS/KU)) شرکت ال‌جی الکترونیکس می‌باشد که توسط همین شرکت به بازار عرضه شده‌است.